# 川内博史
川内 博史（かわうち ひろし、1961年11月2日 - ）は、日本の政治家。立憲民主党所属の衆議院議員（8期）。
衆議院沖縄及び北方問題に関する特別委員長、衆議院国土交通委員長、衆議院科学技術・イノベーション推進特別委員長、衆議院文部科学委員長、ガソリン値下げ隊隊長、民主党本部常任幹事、旧立憲民主党常任幹事会議長などを歴任。

## 来歴
鹿児島県鹿児島市原良町生まれ。ラ・サール中学校・高等学校、早稲田大学政治経済学部経済学科卒業。大学在学中は雄弁会に所属。卒業後、大和銀行に就職。1988年、株式会社大月ホテル取締役に就任。
1993年の第40回衆議院議員総選挙に旧鹿児島1区から当時国民的人気の高かった日本新党公認で立候補したが、当選ラインには遠く及ばず落選（9人中8位・定数4）となった。
その後、新党さきがけを経て、1996年の第41回衆議院議員総選挙では民主党公認で鹿児島1区から立候補。自由民主党の保岡興治に及ばず選挙区では落選となったが、民主党得票が伸びた比例九州ブロックでは重複立候補を活用して復活、初当選した。
2000年の第42回衆議院議員総選挙では保岡に約9000票差で競り負け選挙区落選となったが比例復活により再選。2003年の第43回衆議院議員総選挙でも選挙区では落選したが、比例復活により3選。
2005年9月11日の第44回衆議院議員総選挙でも選挙区では保岡に負けたが、比例復活により4選。翌12日に民主党代表の岡田克也が、総選挙大敗の責任をとり辞任を表明。岡田の辞任に伴う代表選挙（9月17日実施）では菅直人の推薦人に名を連ねた。
2009年の第45回衆議院議員総選挙では政権交代の追い風で鹿児島1区で初めて保岡を破り、小選挙区で初勝利した。総選挙後、衆議院国土交通委員長に就任。在任中には日本航空(JAL)の経営再建に取り組み、新会長に旧知だった稲盛和夫を据えることを鳩山由紀夫首相に進言した他、稲盛からの要望を受けデルタ航空との提携を解消し、アメリカン航空との関係維持に尽力した。
2011年8月26日、菅直人首相が民主党代表辞任を正式に表明。菅の辞任に伴う代表選挙（8月29日実施）では海江田万里の推薦人に名を連ねた。同年9月、衆議院政治倫理審査会長に就任するも、同年12月の衆議院本会議で原子力協定に反対し辞任した。
2012年の消費増税をめぐる政局では、6月26日の衆議院本会議で行われた消費増税法案の採決で、党の賛成方針に反して反対票を投じた（社会保障制度改革推進法案・認定こども園法改正案には賛成）。民主党は7月3日の常任幹事会で党員資格停止2カ月の処分とする方針を決定し、7月9日の常任幹事会で正式決定した。
また、6月30日の鹿児島県連常任幹事会で「信念を持って反対票を投じたが、党の大勢とは違う行動だった」として県連代表を辞任。離党は否定し、自身への処分についても「除籍はしないでくださいという思いだ」と述べた。
第46回衆議院議員総選挙にあたり民主党は、党の方針に従えない候補者は公認しないことを決定し、立候補者全員に党議に違反した場合は公認を返上する旨を記載した公認申請書への署名を求め、川内はこれに署名した。同年12月16日の総選挙では前回下した保岡に3万4千票の差をつけられ敗北、比例復活もならず落選となった。
2014年12月14日の第47回衆議院議員総選挙でも保岡に2万票差で敗北、比例復活もならず落選となった。
2016年3月27日、民進党が結成。川内は同党県副代表に就任し、鹿児島1区の公認候補となった。
2017年9月28日、衆議院が解散。同日、民進党は希望の党に合流する方針を決定。9月29日、希望の党の小池百合子代表は定例会見で「リベラル系議員の排除」を宣言。10月1日夜、希望の党の公認候補者の選定担当（希望の党の若狭勝、民進党の玄葉光一郎）から川内に電話が入る。選定担当は「安保法制に賛成か反対か」「踏み絵は踏まないのか」と尋ねた。10月2日夕方、枝野幸男が新党「立憲民主党」を立ち上げると宣言。これを受けて川内は同日夜、自身のTwitterに、同党からの出馬を決めたと投稿した。
同年10月22日に行われた第48回衆議院議員総選挙に立憲民主党公認で立候補。政界から引退した保岡の長男・保岡宏武、日本維新の会の山之内毅らを破り、国政に復帰した。総選挙後、立憲民主党常任幹事会議長（九州ブロック常任幹事）に就任。
2020年8月24日、旧立憲民主党と旧国民民主党は、2つの無所属グループを加えた形で合流新党を結成することで合意した。同年9月10日に行われた新「立憲民主党」の代表選挙では枝野幸男の推薦人に名を連ねた。
2021年10月31日の第49回衆議院議員総選挙は、自由民主党の宮路拓馬との一騎打ちになった。立憲民主党は比例九州ブロックで4議席を獲得。6番目の惜敗率（88.129％）だった川内は比例復活もかなわず、議席を失った。
2023年10月10日、衆議院長崎4区補欠選挙が告示され、立候補した比例九州ブロック選出の末次精一が公職選挙法の規定により退職（自動失職）。これに伴い、前回の衆院選・同ブロックで5番目の惜敗率で落選した屋良朝博が繰り上げ当選となったことにより比例名簿で次々点であった川内が次点へと順位を上げ、さらに2024年1月24日、長崎3区選出の谷川弥一が衆議院議員を辞職。1月30日に立憲民主党がその補欠選挙に現職で比例九州ブロック選出の山田勝彦を擁立することと決定し、4月16日に立候補したため公職選挙法の規定により退職（自動失職）。同月24日に行われた中央選挙管理会の欠員補充における選挙会で、次点の川内の繰り上げ当選が決定、翌4月25日に官報を通じて当選人の告示がなされ、衆議院議員に就任した。
2024年10月27日の第50回衆議院議員総選挙では、小選挙区で宮路を破り当選。

## 政策・主張

### 憲法
- 憲法改正についての各メディアのアンケートの結果は以下のとおり。
  - 2017年 - 朝日新聞社には「反対」と回答[43]。
  - 2021年 - 朝日新聞社には「どちらかといえば反対」と回答[44]。
  - 2024年 - NHKには「反対」と回答[45]。

- 9条改憲について、2014年の毎日新聞社のアンケートで「反対」と回答[46]。憲法9条への自衛隊の明記について、2021年、2024年のNHKのアンケートで「反対」と回答[47][45]。
- 2014年7月1日、政府は従来の憲法解釈を変更し、集団的自衛権の行使を容認することを閣議で決定[48]。集団的自衛権の行使に賛成かとの問いに対し、同年の毎日新聞社のアンケートで「反対」と回答[46]。
- 憲法を改正し緊急事態条項を設けることについて、2021年の毎日新聞社、2024年のNHKのアンケートで「反対」と回答[49][45]。

### 普天間基地問題
普天間基地問題について、2010年5月に政府が辺野古移設案への回帰を正式に決定し、日米共同声明が出された後も、政府方針に反して国外移設を模索。8月には国会議員20人を引き連れて沖縄訪問し、共同声明の撤回を求めるとともに、9月の代表選での争点化を狙うという。訪沖を前に、「米側は、日本側がグアムなどへの移設を持ち掛けるのを待っているのではないか」と、米側の公表資料や在沖米軍関係者への聞き取り等からアメリカの本音はグアム、テニアンへの移設であるとの見解を示した。
2010年5月28日、市民団体の主催する「許すな!普天間問題の日米合意 とめるぞ!辺野古新基地建設 5・28緊急集会」に参加。「岡田外相も北澤防衛相も国外移設を検討しなかった。政府方針の中に『国外移設』を明記せよ」と語った。
川内は「沖縄等米軍基地問題議員懇談会」を結成し、会長に就任。普天間飛行場を将来的に国外・県外に移設することを実現するため、連立与党・政府の基本方針の策定を求めて、与党内議員182人の署名を集め当時の鳩山首相に提出した。
2021年の衆院選時の毎日新聞社のアンケートで、辺野古移設について「政府は埋め立てを即中止すべきだ」と回答した。

### 外交・安全保障
- 安全保障関連法の成立について、2017年のアンケートで「評価しない」と回答[43]。
- 徴用工訴訟などの歴史問題をめぐる日韓の関係悪化についてどう考えるかとの問いに対し、2021年の毎日新聞社のアンケートで「より柔軟な態度で臨む」と回答[49]。
- 日本による過去の植民地支配と侵略を認めて謝罪した「村山談話」の見直し論議について、2014年の毎日新聞社のアンケートで「見直すべきでない」と回答[46]。
- 従軍慰安婦に対する旧日本軍の関与を認めた「河野談話」の見直し論議について、2014年の毎日新聞社のアンケートで「見直すべきではない」と回答[46]。
- 2008年2月、北朝鮮との国交正常化実現を促す議員連盟「朝鮮半島問題研究会」の立ち上げに参加。北朝鮮に強硬な姿勢を取っている超党派の「拉致議連」とは一線を画し、直接対話友好を進めていくことを表明した。川内は第47回護憲大会で「現在それぞれの国同士が、理解し信頼しきっていない状況のなかでは、平和・信頼は作れない。各国が交流し連帯感を作り、それぞれ情報を公開することが必要である」と東アジア情勢についての展望を語っている[53]。

### ジェンダー
- 選択的夫婦別姓制度の導入についての各メディアのアンケートの結果は以下のとおり。
  - 2014年 - 朝日新聞社には「どちらとも言えない」と回答[54]。
  - 2017年 - 朝日新聞社には「賛成」と回答[43]。
  - 2021年 - 朝日新聞社には「賛成」と回答[44]。
  - 2024年 - NHKには「賛成」と回答[45]。

- 同性婚を可能とする法改正についての各メディアのアンケートの結果は以下のとおり。
  - 2017年 - 朝日新聞社には「賛成」と回答[43]。
  - 2021年 - NHKには「賛成」と回答[47]。
  - 2024年 - NHKには「賛成」と回答[45]。

- 「LGBTなど性的少数者をめぐる理解増進法案を早期に成立させるべきか」との問題提起に対し、2021年の朝日新聞社のアンケートで「賛成」と回答[44]。
- クオータ制の導入について、2021年のNHKのアンケートで「どちらかといえば賛成」と回答[47]。2024年のNHKのアンケートで「賛成」と回答[45]。

### 税制
2008年1月、福田康夫内閣がガソリン税の暫定税率を10年間延長しようとすると、川内は暫定税率の廃止を求める民主党の若手議員を集めて「ガソリン値下げ隊」を結成。第169回国会では、プラカードを国会の廊下に掲げるピケ戦術を展開し、笹川堯衆議院議院運営委員長を委員長室に閉じ込め、河野洋平衆議院議長を議長室に閉じ込めるなど審議の開始を阻止したため暫定税率の手続きが遅れ、ガソリン税などの暫定税率が1カ月間失効した。
2009年、ガソリン税の暫定税率廃止の公約を掲げた鳩山由紀夫内閣は、麻生内閣が2011年度に予定していた税制抜本改革でガソリン税など税制を簡素化して国民の負担を軽減させる方針を撤回し、「暫定税率の枠組みは廃止するが、当分の間は現行税率を維持する」方針を発表した。2010年5月11日、民主党はガソリン税など暫定税率廃止の公約を正式に削除した。2010年8月、民主党の代表選では、暫定税率廃止の撤回を推進した小沢一郎を支持することを表明する。
消費税は廃止すべきとしていたが、2024年現在は賃金の上昇率が物価の上昇率を上回るまで消費税を「停止」することを提唱し、これをもって一致団結すれば政権交代は可能としている。

### 奄美版マニフェスト
2009年8月15日、2009年衆議院総選挙において、「奄美版マニフェスト」を発表した。内容は改正奄美群島振興開発特別措置法について、「絶対に減らさない」と事業規模を維持したまま交付金制度を新設。また離島のガソリン料金54円引き下げや、離島航空運賃の大幅値下げ、若者流出を防ぐための国立大学・研究所設置、ブロードバンド100％の島づくりなどを盛り込んだ。さらに民主党が唱える農業者戸別所得補償制度の対象にサトウキビを入れることなど、7項目を掲げた。群島内の消費税減免についても今後県連として要望するというものであった。その発表の席には赤松広隆（後農林水産大臣に就任）も同席していた。一方、本マニフェストに対して北澤俊美防衛大臣は、2010年4月20日の参議院外交防衛委員会にて「誰がそんなこといって、誰がそんなウソを言ったのか、私にはまったく解らない」と述べた。
2010年4月20日、川内が会長である民主党鹿児島県連が昨年夏の衆院選で示した「奄美版マニフェスト」がまったく守られていないことに対して、自身が委員長を務める国土交通委員会にて、自民党の徳田毅から「委員長がウソをついたんですよ」と激しい追及をうけたが「交付金は鹿児島県が申請する。県がつくる社会資本整備総合計画の中で、奄美の公共事業をどう位置づけるか。それを国交省が判断すると理解している」と答弁した。これについて鹿児島県は、「県全体計画で見るとしても予算の大枠は変わらない。奄美に予算を回すには他の分を削ることになり、それは難しいのではないか」とコメントしている。

### その他
- 「原子力発電への依存度について今後どうするべきか」との問題提起に対し、2021年のアンケートで「ゼロにすべき」と回答[47]。
- アベノミクスについて、2017年のアンケートで「評価しない」と回答[43]。
- 安倍内閣による森友学園問題・加計学園問題への対応について、2017年のアンケートで「評価しない」と回答[43]。
- 森友学園への国有地売却をめぐる公文書改竄問題で、2021年5月6日、国は「赤木ファイル」の存在を初めて認めた[61]。しかし5月13日、菅義偉首相はファイルの存在を踏まえた再調査を行わない考えを報道各社に書面で示した[62]。9月の自民党総裁選挙で総裁に選出された岸田文雄も10月11日、衆議院本会議の代表質問で再調査の実施を否定した[63]。国の対応をどう考えるかとの同年の毎日新聞社のアンケートに対し「さらに調査や説明をすべき」と回答[49]。
- ひとり親家庭やDINKSなど家族の形は多様でよいとしている[64]。
- 幼稚園・保育所から大学までの教育無償化に、賛成[64]。
- 永住外国人の地方参政権に賛成[65]。
- 外国人労働者の受け入れを進めることに、どちらかといえば反対[64]。
- 健康増進法を努力規定ではなく義務規定として、受動喫煙防止を徹底することに反対[66]。

## 政治資金

### 政治資金収支報告書記載漏れ
- 2016年に開いた政治資金パーティー券収入306万円を前年11月に公開された政治資金収支報告書に記載していないことが2018年12月17日に報じられた[67]。この件については「会計帳簿には記載していたが、収支報告書への記載を忘れた単純ミス。本日、修正した」と説明している。

## 人物
- 2000年に『バトル・ロワイアル』が上映された際、当時同じ党派だった石井紘基らが青少年への悪影響論を根拠にこの映画の規制を求めたのに対し、中村哲治ら若手議員と共に「子どもたちにこそ見せる映画」であると発言。監督を務めた深作欣二を擁護した[68]。
- 2003年、静岡空港建設反対の国会議員署名活動で署名者に加わっている[69]。
- 2004年のレコード輸入権問題で反対し、ホームエンタテイメント議員連盟を設立して事務局長となる。著作権の保護期間の延長に反対する請願署名[70]の紹介議員[71][72]として名を連ねる他、違法サイトからの着うた・MP3音源やYouTube・ニコニコ動画など動画サイトからテレビアニメ・バラエティ番組などのダウンロード違法化にも反対している[73][74][75]。2009年3月10日にダウンロード違法化を含む著作権法改正案を、閣議決定後の3月18日、法案に関する質問主意書を提出した[76]。
- クイズ$ミリオネアに解答者として一般枠で応募し出場したことがある。結果は13問目（500万円）の問題で不正解となり、100万円を獲得した。
- 2009年3月に西松建設事件で小沢一郎の公設第一秘書の大久保隆規が政治資金規正法違反で逮捕されたことについて「小沢さんほど法令に従って処理する原理原則を重んじる人はいないはずだ」とコメントした。また、2010年4月に検察審査会が陸山会事件の政治資金規正法違反で小沢一郎を起訴相当議決したことについて「無罪と分かっていて起訴するなら弁護士法違反の疑いが出てくる」と述べた[77]。
- 2017年8月26日、デモクラTVの生放送中に、ジャーナリストの今井一が前原誠司は日本共産党との選挙協力を見直す発言をしていると指摘した所、川内は、前原はそのような発言はしていない間違っている、として席に詰め寄って批判した。この時に放送された川内の発言が今井の名誉を毀損したとして、今井は11月14日に東京地裁に提訴している[78][79]。
- 2020年3月、新型コロナウイルスの感染が拡大する中で、自身のTwitterに「ウィルスを敵と呼び、闘うという言い方に疑問」（15日）[80]「NHKも新型コロナに関して「敵」とか「闘う」という言葉を使っている。こんな言葉を使うことは、差別や人権侵害に繋がりかねない。過剰な言葉を使うべきではない」（16日）[81]という内容のツイートを投稿。この投稿について、賛否が相次いだ[82]。

## 家族・親族
- 義祖父：山田弥一（1906年 - 1978年） - 元衆議院議員、運輸政務次官、全国旅館生活衛生同業組合連合会（全旅連）会長。資料により「祖父」と記載されているため「母方の祖父」のように誤読される場合もあるが、実際は「妻の祖父＝義祖父」である。また、山田がかつて地盤としていたのは静岡県熱海市周辺（現在の静岡6区）であり、地盤の継承関係は存在しない。

## 選挙歴
| 当落 | 選挙                   | 執行日         | 年齢 | 選挙区          | 政党         | 得票数     | 得票率 | 定数 | 得票順位 /候補者数 | 政党内比例順位 /政党当選者数 |
| ---- | ---------------------- | -------------- | ---- | --------------- | ------------ | ---------- | ------ | ---- | ------------------ | ---------------------------- |
| 落   | 第40回衆議院議員総選挙 | 1993年07月18日 | 31   | 旧鹿児島県第1区 | 日本新党     | 3万7983票  | 7.47%  | 4    | 8/9                | /                            |
| 比当 | 第41回衆議院議員総選挙 | 1996年10月20日 | 34   | 鹿児島県第1区   | 旧民主党     | 5万7761票  | 39.35% | 23   | 2/3                | 2/3                          |
| 比当 | 第42回衆議院議員総選挙 | 2000年06月25日 | 38   | 鹿児島県第1区   | 民主党       | 7万8684票  | 42.89% | 21   | 2/3                | 2/4                          |
| 比当 | 第43回衆議院議員総選挙 | 2003年11月09日 | 42   | 鹿児島県第1区   | 民主党       | 7万9243票  | 42.96% | 21   | 2/3                | 4/7                          |
| 比当 | 第44回衆議院議員総選挙 | 2005年09月11日 | 43   | 鹿児島県第1区   | 民主党       | 8万8284票  | 41.99% | 21   | 2/3                | 6/7                          |
| 当   | 第45回衆議院議員総選挙 | 2009年08月30日 | 47   | 鹿児島県第1区   | 民主党       | 11万7383票 | 53.23% | 1    | 1/5                | /                            |
| 落   | 第46回衆議院議員総選挙 | 2012年12月16日 | 51   | 鹿児島県第1区   | 民主党       | 4万2792票  | 25.39% | 1    | 2/5                | 10/3                         |
| 落   | 第47回衆議院議員総選挙 | 2014年12月14日 | 53   | 鹿児島県第1区   | 民主党       | 4万7315票  | 30.96% | 1    | 2/4                | 8/3                          |
| 当   | 第48回衆議院議員総選挙 | 2017年10月22日 | 55   | 鹿児島県第1区   | 旧立憲民主党 | 7万6699票  | 41.80% | 1    | 1/4                | /                            |
| 繰当 | 第49回衆議院議員総選挙 | 2021年10月31日 | 59   | 鹿児島県第1区   | 立憲民主党   | 8万9232票  | 46.85% | 1    | 2/2                | 6/5                          |
| 当   | 第50回衆議院議員総選挙 | 2024年10月27日 | 62   | 鹿児島県第1区   | 立憲民主党   | 80,918票票 | 46.04% | 1    | 1/3                | /                            |

## 議員連盟
- 立憲フォーラム（会員世話人）
- 有志議員による建設職人の安全・地位向上推進議員連盟（副会長）
- 日本の未来を創る勉強会[83]
- 国家主権と国益を守るために行動する議員連盟
- 戸籍法を考える議員連盟
- 取り調べの全面可視化を実現する議員連盟
- ホームエンタテイメント議員連盟
- 日本民主教育政治連盟